# ميشال دوبريه
ميشال دوبريه Michel Jean-Pierre Debré ، رئيس وزراء فرنسا في الفترة بين عامي 1959 و 1961 م .
حصلت في عهده المذبحة المشهورة والتي أودت بحياة مئات العمال الجزائريين الذين كانوا يتظاهرون في باريس في17 أكتوبر/تشرين الأول 1961 للمطالبة بإنهاء الاستعمار الفرنسي للجزائر الذي امتد ما بين عامي 1830 و1962.

## تاريخ مختصر
ولد ميشال دوبريه في باريس في 12 كانون الثاني/ يناير عام 1912 م، وهو ابن الطبيب اليهودي روبرت دوبريه و المتخصص في طب الأطفال و يحمل أهم مستشفى للأطفال في باريس إسمه و هو مستشفى باريس للأطفال ( Pediatric hospital in Paris) .
وللعلم فقد كان ميشال دوبريه يعتبر أنه ينتمي للكنيسة الكاثوليكية .
ميشال دوبريه حاصل على دكتوراه في القانون من جامعة باريس .

## أهم مناصبه
- رئيس وزراء فرنسا - (1959-1961).
- عضو مجلس النواب الفرنسي (1948-1958).
- في عام 1959 م أسس صحيفة (Le Courrier de la colère) والتي كانت تدافع بشدة عن الاستعمار الفرنسي للجزائر .
- في عام 1958 م تولى منصب وزير العدل في فرنسا حتى عام 1959م عندما أصبح رئيساً للوزراء.
- وزير المالية و الاقتصاد (1966-1968) .
- وزير الخارجية (1968-1969).
- وزير الدفاع (1969-1973).
- عضو في البرلمان الأوروبي (1979-1980).

## وفاته
توفي ميشال دوبريه في الثاني من آب / أغسطس عام 1996 م .

## روابط خارجية
- ميشال دوبريه على موقع IMDb (الإنجليزية)
- ميشال دوبريه على موقع الموسوعة البريطانية (الإنجليزية)
- ميشال دوبريه على موقع مونزينجر (الألمانية)
- ميشال دوبريه على موقع ديسكوغز (الإنجليزية)
- ميشال دوبريه على موقع قاعدة بيانات الفيلم (الإنجليزية)